# Большая Лысица
Большая Лысица (бел. Вялікая Лысіца) — деревня в Несвижском районе Минской области. Входит в состав Городейского сельсовета. Население 482 человека (2009).

## География
Большая Лысица находятся в 5 км к западу от посёлка Городея и в 18 км к северо-западу от центра города Несвиж. Местность принадлежит бассейну Немана, по северной окраине деревни течёт река Уша. в 1,5 км к северо-западу от деревни проходит автодорога Р2. Ближайшая ж/д станция находится в Городее (линия Минск — Брест).

## Достопримечательности
- Православная Крестовоздвиженская церковь. Построена в 1915 году.
- Придорожная часовня (начало XX века)